# Acanthopolymastia
Acanthopolymastia is een geslacht van sponsdieren uit de klasse van de Demospongiae (gewone sponzen).

## Soorten
- Acanthopolymastia acanthoxa (Koltun, 1964)
- Acanthopolymastia bathamae Kelly-Borges & Bergquist, 1997
- Acanthopolymastia pisiformis Kelly-Borges & Bergquist, 1997